# كلية كارديف سيكسث فورم
كلية كارديف سيكسث فورم (بالإنجليزية: Cardiff Sixth Form College) (واختصارها: CSFC)؛ كلية مستقلة للتعليم المختلط في مدينة كارديف، ويلز في المملكة المتحدة لمن تتراوح أعمارهم بين 15 و 19 عامًا.

## التاريخ
تأسست الكلية في عام 2004 كمركز كارديف للتميز، وكان الهدف منها في الأصل أن تكون مركزًا تعليميًا خاصًا يلتقي بانتظام في كنيسة محلية. بحلول عام 2008، أصبحت شركة خاصة محدودة بالضمان وانتقلت إلى منزل سكني على 97 طريق نيوبورت. في عام 2012، غُيّر اسمها إلى كلية كارديف السادسة، وانتقلت الكلية إلى موقعها الحالي في محكمة الثالوث.

## أهداف
تقدم الكلية خدماتها للطلاب الذين يدرسون للحصول على المستوى المتقدم من التعليم، وينصب التركيز الرئيسي على تزويد الطلاب بالخبرات والمهارات ذات الصلة لدخول الجامعة التي يختارونها. كما تقدم دورات دراسية صيفية مقرها في حرم المملكة المتحدة في كارديف. كما قامت الكلية بجهود توعية كبيرة لتجنيد طلاب من دول أخرى، وأبرزها بوتسوانا وهونج كونج وماليزيا والصين.
منذ عام 2013، احتلت الكلية المرتبة الأولى بين المدارس المستقلة الأخرى في المملكة المتحدة في جداول الدوري. كما أن لديها تاريخًا طويلًا من التميز في مسابقة ناسا لتصميم المستوطنات الفضائية وفي مسابقات النقاش المحلية.

## تفتيش
تم إجراء أول تفتيش للكلية من قبل مفتشية الرعاية ويلز في عام 2016. لم يتم تحديد المناطق التي تجاوزت فيها الكلية المعايير الوطنية الدنيا. وقُدمت اثنتا عشرة توصية.

## تصنيف
صنفت الكلية في المرتبة الأولى لنتائج المستوى A في جداول الدوري التي نشرتها جريدة التلغراف والتايمز وموقع بيست سكولوز (best-schools.co.uk).

## قضايا قانونية
في نوفمبر 2016، كان الأمناء السابقون للكلية موضوع تحقيق من قبل مفوضية المؤسسات الخيرية بسبب عدم تقديم حساباتهم في الوقت المحدد. حددت مفوضية المؤسسات الخيرية المخاوف التنظيمية بشأن حوكمة المؤسسة الخيرية والإدارة المالية والمعاملات الهامة مع الأطراف ذات الصلة بين المؤسسة الخيرية وبعض أمنائها السابقين. عين مدير مؤقت للإشراف على تسيير الكلية خلال فترة التحقيق. كانت شرطة جنوب ويلز تبحث في احتيال محتمل في الكلية من قبل الأمناء السابقين.

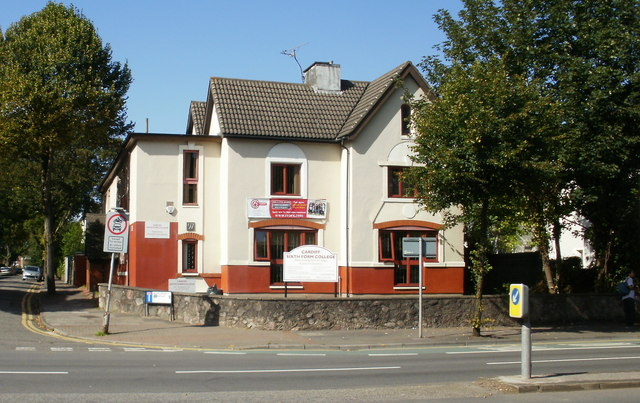
97 طريق نيوبورت، كارديف، كلية كارديف السادسة السابقة

## روابط خارجية
- موقع ويب كلية كارديف السادسة